# Фторид ванадия(II)
Фторид ванадия(II) — неорганическое соединение, соль металла ванадия и фтористоводородной кислоты с формулой VF2, фиолетовые кристаллы.

## Физические свойства
Фторид ванадия(II) образует фиолетовые кристаллы.